# Condado de Nowa Sól
Condado de Nowa Sól (polaco: powiat nowosolski) é um powiat (condado) da Polónia, na voivodia de Lubúsquia. A sede do condado é a cidade de Nowa Sól. Estende-se por uma área de 770,58 km², com 86 794 habitantes, segundo os censos de 2005, com uma densidade 112,63 hab/km².

## Divisões admistrativas
O condado possui:
Comunas urbanas: Nowa Sól
Comunas urbana-rurais: Bytom Odrzański, Kożuchów, Nowe Miasteczko
Comunas rurais: Kolsko, Nowa Sól, Otyń, Siedlisko
Cidades: Nowa Sól, Bytom Odrzański, Kożuchów, Nowe Miasteczko

## Demografia
População (dados de 30 de Junho de 2005):
|          | Total   | Total | Mulheres | Mulheres | Homens  | Homens |
| -------- | ------- | ----- | -------- | -------- | ------- | ------ |
|          | pessoas | %     | pessoas  | %        | pessoas | %      |
| Total    | 86 794  | 100   | 44 757   | 51,6     | 42 037  | 48,4   |
| Cidades  | 57 420  | 100   | 30 013   | 52,3     | 27 407  | 47,7   |
| Povoados | 29 374  | 100   | 14 744   | 50,2     | 14 630  | 49,8   |